# كلاوديو دانيال غونزاليس
كلاوديو دانيال غونزاليس (بالإسبانية: Claudio Daniel González)‏ (12 سبتمبر 1976 ببوساداس، ميسيونيس في الأرجنتين - ) هو لاعب كرة قدم أرجنتيني في مركز مهاجم ‏. لعب مع روزاريو سنترال.

## وصلات خارجية
- كلاوديو دانيال غونزاليس على موقع قاعدة بيانات كرة القدم.إي يو (الإنجليزية)